# Един янки в двора на крал Артур
„Един янки в двора на крал Артур“ (на английски: A Connecticut Yankee in King Arthur's Court) е роман от 1889 г. на американския писател Марк Твен.
В книгата янки инженерът от Кънектикът Ханк Морган получава тежък удар в главата и по необясним начин се пренася във времето и пространството в Англия по време на управлението на крал Артур. След първоначалното объркване и залавянето му от един от рицарите на Артур, Ханк осъзнава, че всъщност е в миналото, и използва знанията си, за да накара хората да повярват, че е могъщ магьосник. Той става съперник на Мерлин, който изглежда малко повече от измамник, и печели доверието на крал Артур. Ханк се опитва да модернизира миналото, за да направи живота на хората по-добър. Ханк е отвратен от това как бароните се отнасят към обикновените хора и се опитва да приложи демократични реформи, но в крайна сметка не успява да предотврати смъртта на Артур. Ханк обявява Англия за република, но Католическата църква, все по-заплашена от неговото богатство и власт, издава забрана срещу него.
Твен пише книгата като бурлеска на романтичните представи за рицарството, след като е вдъхновен от сън, в който самият той е рицар, силно неудобен от тежестта и тромавата природа на бронята си. Това е сатира на феодализма и монархията, като също възхвалява домашната изобретателност и демократичните ценности, като същевременно поставя под въпрос идеалите за печалба на капитализма и резултатите от индустриалната революция. Твен възхвалява силно Френската революция, защитавайки управлението на терора като второстепенен проблем в сравнение с монархията. То е сред няколкото произведения на автора и неговите съвременници, които отбелязват прехода от позлатената към прогресивната епоха на социално-икономическия дискурс. Често се цитира като формиращ пример за прохождащия жанр за пътуване във времето.

## Сюжет
Главният герой, Ханк Морган, е ръководител на оръжейна фабрика в Кънектикът в края на 19 век. Той определя себе си като практичен и гениален човек, който не се поддава на сантименталности. Разказвачът, който е самият автор, го среща сред туристите в замъка Уорик, където привлича вниманието им заради познанията си за древните оръжия и коментара, че определена дупка от куршум в бронята на сър Саграмор, рицар от Кръглата маса, е направена от самия него.
Същата нощ Морган започва да разказва историята си на Твен. След това, уморен, той му дава средновековен ръкопис (палимпсест), където е разказано продължението. Краят на ръкописа е изготвен от асистента на Морган, Кларънс, и краят на романа е описан от Твен още веднъж.
Историята започва, когато Морган получава тежък удар. Без обяснение той се пренася назад във времето и пространството във Великобритания от 6 век , предполагаемите времена на крал Артур. Заловен от сър Кей, е отвежден в Камелот, описан като бедно село, увенчано със замък. Там той е изложен пред благородниците, представени като диваци и осъден да умре на клада. Въпреки това, възползвайки се от знанието за момента, в който ще настъпи слънчевото затъмнение, той успява да се спаси, след което е смятан за величествен магьосник и получава благоволението на крал Артур, но в същото време печели завистта на магьосникът Мерлин, който всъщност е шарлатанин и който се превръща в основен антагонист.
След това Ханк Морган въвежда множество реформи и изобретения, възползвайки се от научните познания от 19 век, за да превърне средновековна Англия в индустриална страна.

## В България
За първи път книгата е издадена в България от издателство „ОРПС“ през 1947 г. в превод на Петър Божков. Следващите издания от 1963 г. на „Народна култура“ и от 1998 г. на „Захарий Стоянов“ използват същия превод. През 2024 г. романът е преведен от Венцислав К. Венков за издателство „Сиела“, а художник на корицата е Дамян Дамянов.